# سويداء البذرة

تركيب بذرة الذرة

سويداء البذرة أو البذراء الداخلية أو إندوسبرم (بالإنجليزية: Endosperm)‏ هي نسيج ينتج داخل بذور معظم النباتات المزهرة في وقت قريب من الإخصاب، ويحيط  بالزيجوت ويوفر له التغذية في شكل نشاء، على الرغم من أنه يمكن للسويداء أن تحتوي أيضاً على الزيوت والبروتين وهذا يجعل من السويداء مصدرا هاما للغذاء والتغذية في الإنسان. على سبيل المثال، السويداء في بذرة القمح هي التي تنتج الدقيق لصنع الخبز، في حين سويداء الشعير هي المصدر الرئيسي لإنتاج سكر المالتوز والذي يستخدم في العديد من الصناعات. ومن الأمثلة الأخرى على السويداء التي تشكل الجزء الأكبر من الجزء الصالح للأكل جوز الهند والذرة، وهي التي تنتج البوشار. بعض النباتات مثل السحلبية (orchidaceae) لا تحتوي بذورها على سويداء. في ثنائيات الفلقة، تلعب الفلقتان دور السويداء.

## أصل السويداء
الأسلاف القديمة للزهور لها بذور بداخلها أجنة صغيرة و وفرة من السويداء، أما في الزهور الأحدث في الظهور في الحفريات فتميل لإظهار انخفاض في كمية السويداء، و أحيانا عدم وجوده نهائيا . في نباتات زهرية أخري حديثة الظهور الجنين يحتل معظم المساحة داخل البذرة و السويداء لا يتم استهلاكه قبل نضج أو إنبات البذرة.
عند ثبات حبة اللقاح على ميسم الكربلة تنتقل منه نواتان أنبوبية ومولدة هكذا تعرف المولدة عند وصولها لفتحة النقير تنقسم إلى نواتين ذكريتين أحدهما ترتبط بنواة الأم لنكون الزيجوت، وتنتقل النواة الذكرية الثانية (ن) إلى البويضة  لتندمج مع النواة الناتجة من اندماج نواتي الكيس الجنيني (2ن)، لتكوين نواة السويداء (3ن)، وتعرف المرحلة الأخيرة بالاندماج الثلاثي، تنقسم نواة السويداء لتغذية الجنين في مراحل نموه الأولى، ويبقي هذا النسيج حول الجنين فيشغل حيزاً من البذرة.
كما ذكر سابقاً فإن نواة السويداء ثلاثية الصيغ الصبغية، وقد تم التوصل إلى أن 70% من النباتات كاسيات البذور لها السويداء متعدد الصيغ الصبغية، ولكن هذا غير ثابت فمن الممكن أن تتراوح الصيغ  ما بين 2ن إلى 15ن.
هناك فصيلة من نبات زهري، تدعي نينوفر(polysepala Nuphar ) من فصيلة زنابق الماء ظهر أن لها سويداء ثنائي الصيغ الصبغية، نتج عن اندماج نواة حبة اللقاح مع نواة من الأم (الكربلة) وهي نواة الكيس الجنيني فضلا عن نواتين.

## تكوين السويداء
هناك ثلاثة أنواع في تكوين السويداء:
- تكوين السويداء النووية (Nuclear): حيث الانقسامات الميتوزية المتكررة، وتتكون فجوة مركزية في النسيج تدفع السويداء للأطراف، ثم قد يتكون جدار خلوي بعد الانقسامات الحرة الميتوزية.
- تكوين السويداء الخلوية (Cellular): حيث يتم تكوين جدار خلوي بالموازاة مع الانقسامات الخلوية وليس بعدها كما في تكوين السويداء النووي.
- تكوين السويداء ال (Helobial): هنا يتم فصل خلية السويداء الرئيسية إلى جزئين، جزء يدعى (mycropyler Cell) وآخر يدعى (small chalazal cell)،الجزآن يتم لهما عملية انقسام ميتوزي حر، ولكن الجزء الأول يتبع الانقسام تكوين جدار خلوي في ما يدعى تكوين السويداء الخلوي، والآخر لا يتكون له جدران خلوية بين خلاياه فيدعي تكوين السويداء النووي.

## تطور السويداء
يعد الإخصاب المزدوج ونسيج السويداء الناتج في النباتات الزهرية لغز. ولكن هناك فرضيتان تحاولان تفسيرها.

## دور السويداء في تطور البذور
في بعض المجموعات (مثل حبوب العائلة النجيلية) يظل السويداء في مرحلة البذور الناضجة كنسيج تخزين، وفي هذه الحالة تسمى البذور "albuminous" أو "endospermous"، وفي حالات أخرى يتم امتصاصها أثناء نمو الجنين (على سبيل المثال، معظم أفراد العائلة البقولية، بما في ذلك الفول الشائع)، وفي هذه الحالة تسمى البذور " exalbuminous" أو "exalbuminous" ويتم تنفيذ وظيفة أنسجة التخزين بواسطة فلقات كبيرة. في بعض الأنواع (مثل الذرة)؛ يتم توزيع وظيفة التخزين بين السويداء والجنين. تخزن بعض أنسجة السويداء الناضجة الدهون (مثل حبوب الخروج) والبعض الآخر (بما في ذلك الحبوب، مثل القمح والذرة) يخزن النشويات بشكل أساسي.
لا تحتوي بذور بساتين الفاكهة الشبيهة بالغبار على السويداء. شتلات الأوركيد هي تغذوية عضلية في تطورها المبكر. في بعض الأنواع الأخرى مثل القهوة لا تتطور السويداء أيضًا. بدلا من ذلك تنتج النواة أنسجة مغذية تسمى "perisperm". السويداء في بعض الأنواع مسؤولة عن فترة كمون البذور. يتوسط نسيج السويداء أيضًا في نقل العناصر الغذائية من النبات الأم إلى الجنين، ويعمل كموقع لطبع الجينات، كما أنه مسؤول عن إجهاض البذور المنتجة من الآباء غير المتطابقين وراثيًا.
في كاسيات البذور تحتوي السويداء على هرمونات مثل السيتوكينين، التي تنظم التمايز الخلوي وتكوين الأعضاء الجنينية.